# Hiltrop
Hiltrop ist ein Stadtteil von Bochum im Stadtbezirk Nord. Er liegt im Norden der Stadt und grenzt an Herne.

## Geschichte

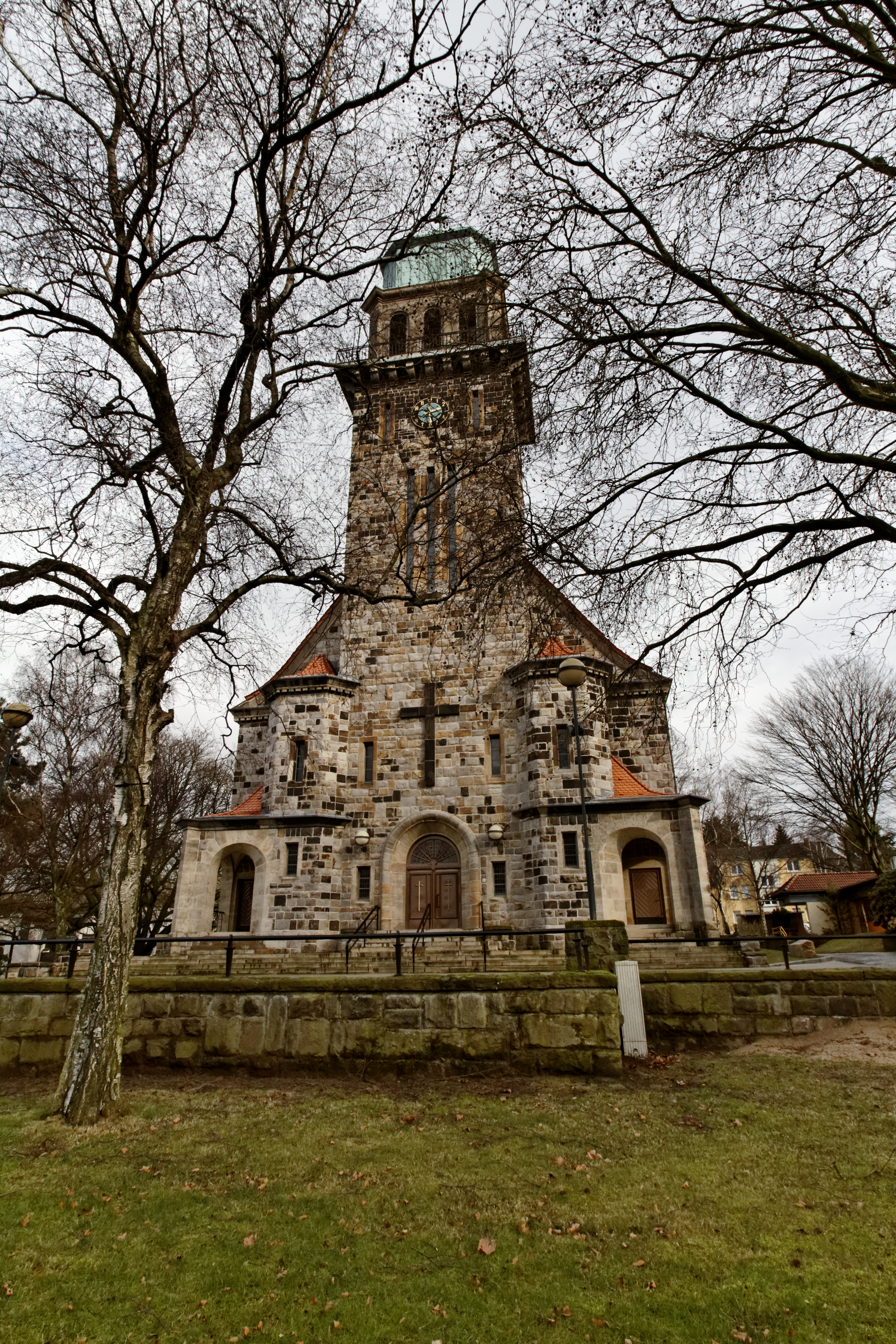
Evangelische Erlöserkirche

In Hiltrop, am Hillerberg, konnten in den 1950er-Jahren Spuren der wahrscheinlich ältesten Besiedlung in Bochum nachgewiesen werden. Sie stammen aus der Jungsteinzeit, um ca. 4750–4555 vor Christus.
Um die Mitte des 18. Jahrhunderts war die Bauerschaft Hiltrop Teil des Kirchspiels Herne, überwiegend im Gericht Strünkede. Nur drei Berger Höfe waren der Judikative des Amtes Bochum zugeordnet. Am 1. April 1907 wurde Hiltrop nach Gerthe eingemeindet.
Die evangelische Erlöserkirche ist durch ihre gut sichtbare Lage ein Wahrzeichen von Hiltrop. Sie wurde 1927 fertiggestellt und ist ein Beispiel des lokal verbreiteten Backsteinexpressionismus. Der Hiltrop Busch wurde zwischen 1930 und 1933 von Erwerbslosen und Pflichtarbeitern in den Volkspark Hiltrop umgestaltet. Bis nach dem Zweiten Weltkrieg gab es hier auch ein Schwimmbecken. In dem wasserreichen Grund entspringt der Ostbach, dessen Lauf in den vergangenen Jahren renaturiert wurde.
Im Ort befanden sich früher große Anlagen der Zechen Lothringen IV und Constantin X. Aufgrund dessen sind viele Wohnhäuser in Hiltrop alte Bergmanns-, sogenannte Zechenhäuser, so an der Hiltroper Straße oder an der Dietrich-Benking-Straße. Von dem Schacht Constantin X führte von 1938 bis in die 1950er eine Kohlenseilbahn zu den Schächten IV/V auf Herner Gebiet. Auf der anderen Seite der Dietrich-Benking-Straße gegenüber der Zeche Lothringen X befand sich beim ehemaligen Kalk-Sandstein-Werksgelände in der NS-Zeit ein größeres Zwangsarbeiterlager. Auf dem Hiltroper Friedhof liegen in der Kriegsgrabstätte unter anderem sechs sowjetische und vier polnische Kriegstote.
In der Nachkriegszeit fanden im Bochumer Norden große Bautätigkeiten statt. So wurde die großflächig gebaute Eifelschule (heute Hilda-Heinemann-Schule) 1952 als erster Schulneubau nach dem Zweiten Weltkrieg eingeweiht. Aus Mitteln des Marshallplan wurde an der Gerther Heide von 1953 bis 1956 für Bergarbeiter eine Siedlung mit 383 Wohnhäusern erbaut.

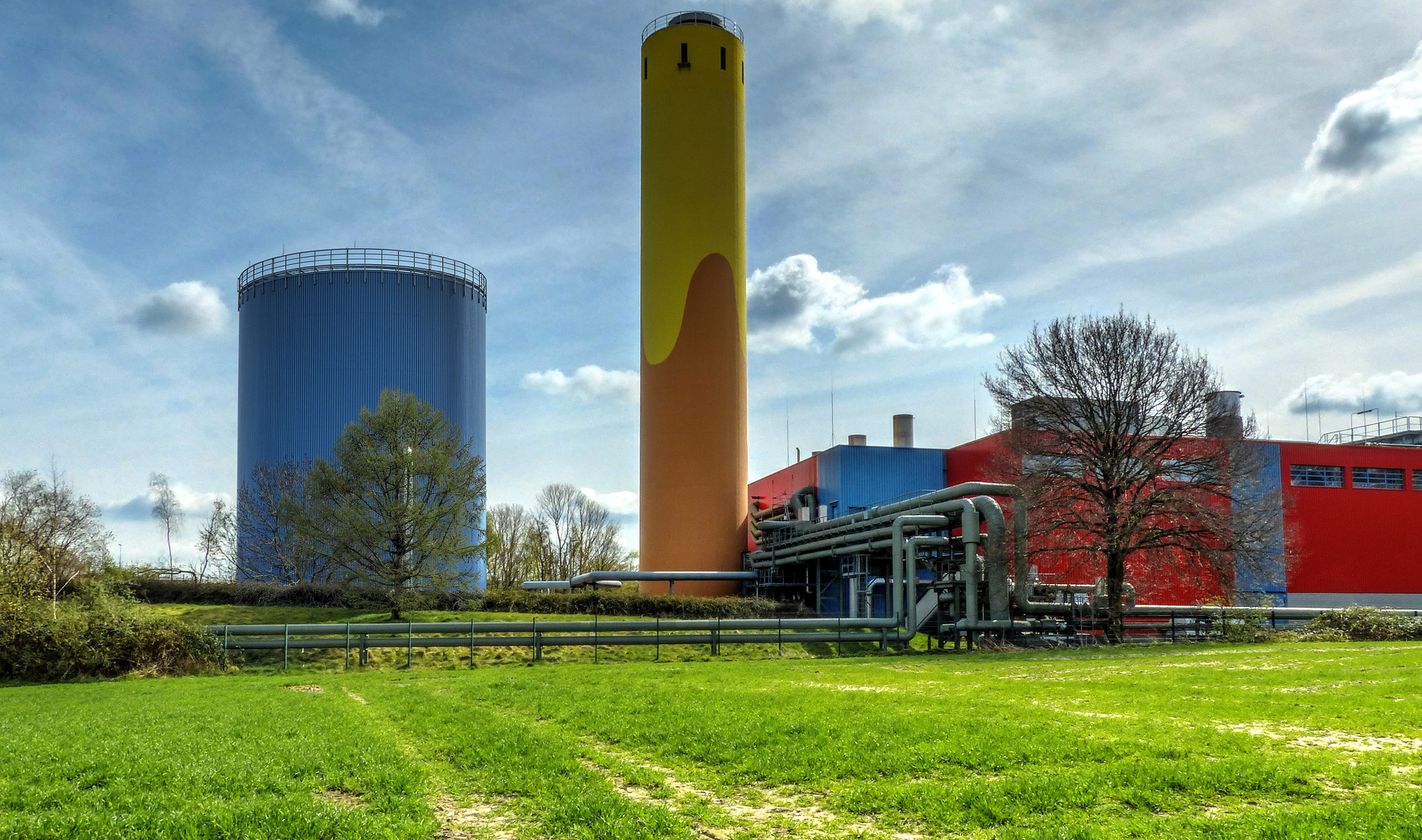
Neues Heizkraftwerk Hiltrop

Zum Beginn der 1960er-Jahre wurde in Bochum begonnen, ein Fernwärmenetz aufzubauen, unter anderem aus Gründen der Luftreinhaltung. Das Kraftwerk Lothringen IV versorgt dabei über ein über 12 km langes Rohrnetzwerk große Teile von Grumme und der Innenstadt mit Fernwärme.
Bei der Sanierung des Zechengeländes von Lothringen IV sind Tausend Tonnen von kontaminierten Boden zu zwei künstlichen Hügel aufgeschüttet worden. Vor dem höheren Hügel, mit einer Aussichtsplattform, steht als Erinnerung eine alte Förderseilscheibe. Auf alten Eisenbahntrassen führt die Lothringentrasse für Fußgänger und Radfahrer von Hiltrop nach Gerthe bzw. nach Grumme.

## Sport
In Hiltrop gibt es zwei Fußballvereine. Zum einen den BV Hiltrop, sowie den Verein Blau Weiß Grümerbaum, der sich in Hiltrop-Grümerbaum gründete, und hier auch zunächst seinen Fußballplatz hatte, aber zu gegebener Zeit auf die neu gegründete Bezirkssportanlage „Am Nordbad“ nach Harpen auswich, wo er bis heute spielt.
Außerdem gibt es hier seit 1912 den Bürgerschützenverein „Freischütz“ Hiltrop 1912 e. V.